# Sibbaldia perpusilloides
Sibbaldia perpusilloides är en rosväxtart som först beskrevs av William Wright Smith, och fick sitt nu gällande namn av Hand.-mazz.. Sibbaldia perpusilloides ingår i släktet dvärgfingerörter, och familjen rosväxter. Inga underarter finns listade i Catalogue of Life.